# Terusan Kempas
Terusan Kempas is een bestuurslaag in het regentschap Indragiri Hilir van de provincie Riau, Indonesië. Terusan Kempas telt 2705 inwoners (volkstelling 2010).